# مكونات المادة

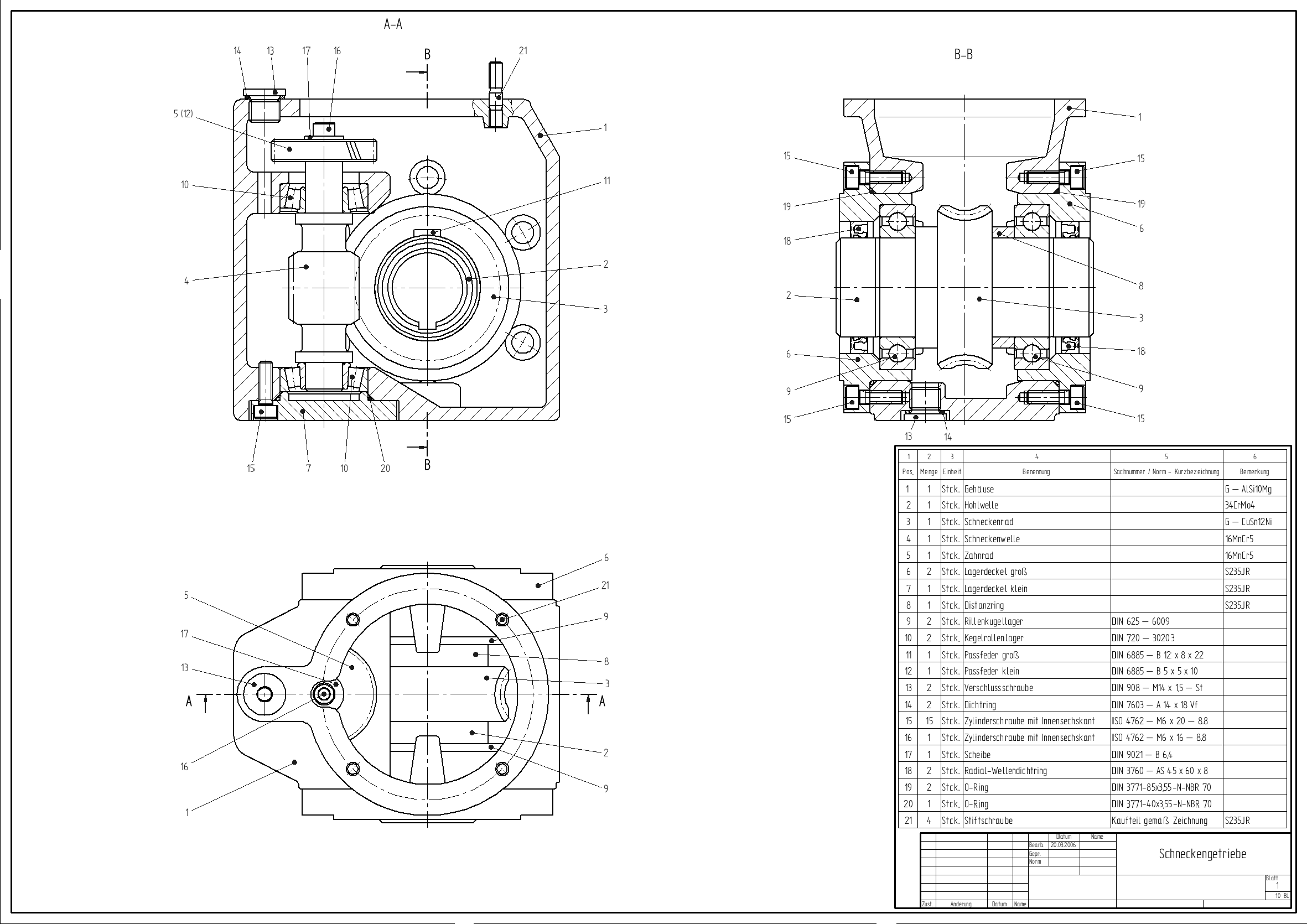

جدول الكميات (En: Bill OF material - BOM)
قائمة مكونات المادة سواء من خامات أو مصنعات والكميات المطلوبة لتصنيع كمية معينة من المادة.
يسمى أيضا قائمة المواد أو هيكل المنتج (product structure) أو القائمة المرتبطة (associated list).
```
يمكن استخدام قائمة المواد للتواصل بين شركاء التصنيع أو حصرها في مصنع تصنيع واحد. غالبًا ما تكون مرتبطة بأمر إنتاج قد يؤدي إصداره إلى إنشاء حجوزات للمكونات الموجودة في قائمة المواد الموجودة في المخزون و طلبات للمكونات غير الموجودة فيه.
```

```
تم تطوير أول 
قواعد بيانات هرمية
 لأتمتة فواتير المواد لمنظمات التصنيع في أوائل الستينيات. في الوقت الحاضر، يتم استخدام قائمة المواد هذه كقاعدة بيانات لتحديد العديد من الأجزاء وأكوادها في شركات تصنيع السيارات.
```

يمكن أيضًا تمثيل قائمة المواد بصريًا بواسطة شجرة هيكل المنتج، على الرغم من أنها نادرًا ما تستخدم في مكان العمل. على سبيل المثال، أحدها هو هيكل المنتج المرحلي حيث يوضح الرسم البياني فوق الوقت اللازم لبناء أو للحصول على المكونات اللازمة لتجميع كل منتج نهائي.

## الهيكل
تتميز قوائم المواد بطبيعة هرمية، حيث يمثل المستوى الأعلى المنتج النهائي الذي قد يكون مجموعة فرعية أو عنصرًا مكتملًا. يشار إلى قوائم المواد التي تصف المجموعات الفرعية باسم قوائم المواد المعيارية. ومن الأمثلة على ذلك قائمة المواد NAAMS المستخدمة في صناعة السيارات لإدراج جميع المكونات في خط التجميع. فيتكون هيكل قائمة الأخير من النظام والخط والأداة والوحدة و التفاصيل.
تربط قائمة المواد المدعوة "implosion" قطع المكونات بتجميع رئيسي، بينما تفصل قائمة المواد"explosion" كل مجموعة أو مجموعة فرعية إلى أجزائها المكونة.

## الاستعمال
في الصناعات التحويلية، تُعرف قائمة المواد أيضًا باسم الصيغة أو الوصفة أو قائمة المكونات. غالبًا ما يستخدم المهندسون عبارة "قائمة المواد" بشكل نسبي للإشارة ليس إلى الفاتورة الحرفية، و لكن إلى تكوين الإنتاج الحالي للمنتج، لتمييزه عن الإصدارات المعدلة أو المحسنة قيد الدراسة أو الاختبار.
في الإلكترونيات، تمثل قائمة المواد تلك المستخدمة على لوحة الأسلاك أو لوحة الدوائر المطبوعة. فبمجرد اكتمال تصميم الدائرة، يتم تمرير قائمة المواد إلى مهندس تخطيط لوحة الدوائر المطبوعة بالإضافة إلى مهندس المكونات الذي سيوفر المكونات المطلوبة للتصميم

## الأنواع
يمكن لقائمة المواد تعريف المنتجات حسب طريقة التصميم (قائمة المواد الهندسية)، أو طريقة الطلب (قائمة المواد الخاصة بالمبيعات)، أو حسب طريقة البناء (قائمة المواد الخاصة بالتصنيع)، أو كما تمت صيانتها (قائمة المواد الخاصة بالخدمة). مما يعني أن الأنواع المختلفة تعتمد بالأساس على احتياجات العمل والاستخدام المقصود منها.
في بعض الأحيان، يتم استخدام مصطلح "قائمة المواد المستعارة" للإشارة إلى إصدار أكثر مرونة أو تبسيطًا. غالبًا ما يتم استخدام رقم جزء مؤقت لتمثيل مجموعة من الأجزاء ذات الصلة التي لها سمات مشتركة ويمكن تبادلها في سياق قائمة المواد هذه.
يمكن عرض قائمة المواد المعيارية أو قائمة الأجزاء المتنوعة بالتنسيقات التالية:
•قائمة مواد ذات مستوى واحد: تعرض التجميع الفرعي بمستوى واحد فقط من العناصر الفرعية. و بالتالي، فهي تعرض المكونات المطلوبة مباشرة لإنشاء التجميع أو التجميع الفرعي.
• قائمة أجزاء هيكلية: تعرض العنصر الأعلى مستوى و الأقرب إلى الهامش الأيسر والمكونات المستخدمة في هذا العنصر مسننة أكثر إلى اليمين.
•قائمة مواد معيارية أو تخطيطية.
•قائمة مواد ذات مستوى واحد مصممة لإدراج الكميات المطلوبة فعليًا من المكونات لإنتاج منتج بدلاً من إدراج كل جزء فردي بإسمه المنطقي. تسمى أيضًا قائمة أجزاء ملخص الكميات.

### قائمة المواد القابلة للتكوين
قائمة المواد القابلة للتكوين (CBOM) هي شكل من أشكال قائمة المواد التي تستخدمها الصناعات التي لديها خيارات متعددة ومنتجات قابلة للتكوين بدرجة عالية ، على سبيل المثال أنظمة الاتصالات وأجهزة مركز البيانات (SANS والخوادم وما إلى ذلك) وأجهزة الكمبيوتر الشخصية والسيارات.
تُستخدم قائمة المواد القابلة للتكوين لإنشاء "عناصر نهائية" تبيعها الشركة بشكل ديناميكي. تتمثل الفائدة في استخدام بنية هذا النوع من القوائم في أنها تقلل من جهد العمل اللازم للحفاظ على هياكل المنتج. غالبًا ما يتم تشغيلها بواسطة برنامج "التكوين"، و مع ذلك يمكن تمكينها يدويًا رغم أن العملية تكاد تكون نادرة جدا لأن إدارة عدد التباديل والمجموعات من التكوينات الممكنة أمر صعب. يعتمد تطوير قائمة المواد القابلة للتكوين على وجود بنية قائمة مواد معيارية في مكانها.
في حين تستخدم معظم أدوات التكوين قواعد بناء الجملة الهرمية من أعلى إلى أسفل للعثور على قوائم المواد المعيارية المناسبة، فإن صيانة قوائم المواد المتشابهة جدًا سيصبح مفرطًا للغاية. لذلك، فالنهج الأحدث للعملية يتمثل في استخدام مخطط محرك بحث خاص يتنقل عبر مكونات قابلة للاختيار بسرعات عالية تزيل تكرارات قوائم المواد المعيارية للتخطيط. يتم استخدام محرك البحث أيضًا لجميع قيود الميزات التوليفية و تمثيلات واجهة المستخدم الرسومية لدعم اختيارات المواصفات.
لتحديد أي متغير تجميع للأجزاء أو المكونات يجب اختياره، يتم إسنادها إلى خيارات المنتج التي تعد السمات المميزة للمنتج. إذا كانت خيارات المنتج تبني جبرًا بوليانيًا مثاليًا، فمن الممكن وصف العلاقة بين الأجزاء ومتغيرات المنتج باستخدام تعبير بولياني، والذي يشير إلى مجموعة فرعية من مجموعة المنتجات.
عادةً ما يتم وضع علامة "DNP" على الأجزاء التي لن يتم تجميعها على الإطلاق في متغير واحد أو أكثر لتعني ("عدم التعبئة" أو "عدم وضع") في المتغيرات المتأثرة. تتضمن التعاريف الأخرى الأقل استخدامًا لهذا الغرض "NP" ("بدون وضع"، "غير موضوع")، و"NF" ("بدون ملاءمة"، "غير مناسب")، و"DNM" ("لا تقم بالتركيب")، و"NM" ("غير مثبت")، و"NU" ("غير مستخدم")، و"DNI" ("لا تقم بالتثبيت"، "لا تدخل")، و"DNE" ("لا تجهز")، و"DNA" ("لا تجمع")، و"DNS" ("لا تحشو")، و"NOFIT" و ما إلى ذلك.

### قائمة المواد متعددة المستويات
قائمة المواد متعددة المستويات، والتي يشار إليها باسم قائمة المواد المسننة، هي تلك القوائم التي تسرد التجميعات والمكونات والأجزاء المطلوبة لصنع منتج بطريقة الوالد والطفل من أعلى إلى أسفل. وهي توفر عرضًا لجميع العناصر الموجودة في علاقات الوالد والطفل. عندما يكون العنصر مكونًا فرعيًا، لمكون (أصلي)، فيمكن أن يكون له بدوره مكوناته الفرعية الخاصة، وهكذا. ستتضمن قائمة المواد ذات المستوى الأعلى الناتجة عناصر فرعية؛ أي مزيجًا من التجميعات الفرعية النهائية والأجزاء المختلفة والمواد الخام. يمكن توضيح الهيكل متعدد المستويات من خلال شجرة ذات مستويات متعددة. على النقيض من ذلك، يتكون الهيكل أحادي المستوى فقط من مستوى واحد من العناصر الفرعية في المكونات و التجميعات و المواد.